# Усман
Усман (на руски: Усмань) е град в Русия, административен център на Усмански район, Липецка област. Населението на града към 1 януари 2018 е 19 956 души.